# Ollauri
Ollauri és un municipi de la Rioja, a la regió de la Rioja Alta.

## Història
Un document de 1343 la cita com Ullauri, possible referència al nom del repoblador basc, Ulla, que va ocupar a mitjan segle x una terra fronterera amb els dominis àrabs. Uns altres comenten que "Ollauri" vindria a significar "Vila de cabanyes", o " de ferreries" ("ona" és ferreria en euskera, mentre que "uri" ve d'"hiri", és a dir, ciutat).
Ollauri va ser llogaret de Briones fins al segle xviii, circumstància que pot explicar l'escassa documentació històrica referida específicament a la vila. Com a llogaret de Briones, va gaudir del fur concedit a aquesta localitat el 18 de gener de 1256 per Alfons X el Savi i del privilegi real cedit per Sanç IV en 1293. Va pertànyer al senyoriu dels Téllez Girón, ducs d'Osuna i comtes d'Ureña, qui nomenaven el seu alcalde ordinari. En 1712, regnant a Espanya el primer rei Borbó Felip V, Ollauri es va deslligar de Briones i es va constituir en vila amb Ajuntament propi. Va formar part de la província de Burgos fins a la creació de la província de Logronyo el 30 de novembre de 1833.